# Liste der Kulturgüter in La Tour-de-Peilz
Die Liste der Kulturgüter in La Tour-de-Peilz enthält alle Objekte in der Gemeinde La Tour-de-Peilz im Kanton Waadt, die gemäss der Haager Konvention zum Schutz von Kulturgut bei bewaffneten Konflikten, dem Bundesgesetz vom 20. Juni 2014 über den Schutz der Kulturgüter bei bewaffneten Konflikten sowie der Verordnung vom 29. Oktober 2014 über den Schutz der Kulturgüter bei bewaffneten Konflikten unter Schutz stehen.
Objekte der Kategorien A und B sind vollständig in der Liste enthalten, Objekte der Kategorie C fehlen zurzeit (Stand: 1. Januar 2013).

## Kulturgüter
| Foto |                                                                                               | Objekt | Kat. | Typ | Standort                                        | Beschreibung |
| ---- | --------------------------------------------------------------------------------------------- | --- | ---- | --- | ----------------------------------------------- | ------------ |
| ja   | Datei hochladen · Wikidata zu Schloss La Tour-de-Peilz (Q29890913)                            | Schloss, Wohn- und Nebengebäude, Pavillon, Türme, Wälle und Gräben / Château, habitation et dépendance, pavillon, tours, remparts et fossés KGS-Nr.: 06499 | A    | G   | Rue du Château 11 555139 / 144758               |              |
| ja   | Datei hochladen · Wikidata zu Villa Kenwin (Q3558584)                                         | Villa Kenwin KGS-Nr.: 06502 | A    | G   | Chemin du Vallon 19 556936 / 144117             |              |
| ja   | Datei hochladen · Wikidata zu Schweizer Spielmuseum (Q688423)                                 | Schweizer Spielmuseum / Le Musée Suisse du Jeu KGS-Nr.: 10680 | A    | S   | Rue du Château 11 555136 / 144769               |              |
| ja   | Datei hochladen · Wikidata zu Schloss de la Becque mit Nebengebäuden (Q29890909)              | Schloss de la Becque mit Nebengebäuden, Stall, Hühnerstall und Springbrunnen / Château de la Becque avec communs, écurie, poulailler et fontaine KGS-Nr.: 06504                                                                                                 | B    | G   | Route de Saint-Maurice 74 555600 / 144360       |              |
| ja   | Datei hochladen · Wikidata zu Residenz Rive-Reine mit Anbau (Q29890921)                       | Residenz Rive-Reine mit Anbau / Résidence Rive-Reine avec annexe KGS-Nr.: 14615 | B    | G   | Route de Saint-Maurice 54 555503 / 144417       |              |
| BW   | Datei hochladen · Wikidata zu Wohnanlage Bellaria: vier Villen (Q29890916)                    | Wohnanlage Bellaria: vier Villen / Ensemble résidentiel de Bellaria: quatre villas KGS-Nr.: 14617 | B    | G   | Avenue de Sully 82, 86, 98, 136 556099 / 144550 |              |
| ja   | Datei hochladen · Wikidata zu Saint Theodulos reformed church in La-Tour-de-Peilz (Q29890915) | Reformierte Kirche Saint-Théodule / Église réformée Saint-Théodule KGS-Nr.: 14619 | B    | G   | Grand-Rue 46 555313 / 144858                    |              |
| BW   | Datei hochladen · Wikidata zu La Doges (Q29890918)                                            | La Doges (Herrenhaus mit Landhaus, Turm, Eingangspavillons, Orangerie, Gärtnerhaus, Springbrunnen, Tor und Park) / La Doges (Maison de maître avec rural, tour, pavillons d'entrée, orangerie, logement du jardinier, fontaine, portail et parc) KGS-Nr.: 14620 | B    | G   | Chemin des Bulesses 154 556647 / 145174         |              |
| BW   | Datei hochladen · Wikidata zu La Faraz, Herrenhaus, Park mit Teich und Grotte (Q29890920)     | La Faraz, Herrenhaus, Park mit Teich und Grotte / La Faraz, maison de maître, parc avec bassin et grotte KGS-Nr.: 14621 | B    | G   | Chemin des Vignes 46 556273 / 144975            |              |
| BW   | Datei hochladen · Wikidata zu château de Sully (Q29890911)                                    | Schloss Sully / Château de Sully KGS-Nr.: 14622 | B    | G   | Route de Chailly 144 556725 / 144390            |              |